# Himertosoma philippense
Himertosoma philippense là một loài tò vò trong họ Ichneumonidae.